# Lód gruntowy
Lód gruntowy – lód powstający z zamarznięcia wody gruntowej w porach osadów czy gleby, także w postaci różnorakich skupień.